# Vilém Jindřich Bezdružický z Kolovrat
Vilém Jindřich Bezdružický z Kolovrat, také z Kolowrat (5. listopadu 1589 Bystré – 11. července 1642) byl český šlechtic z rodu Kolovratů. Svou kariéru ukončil jako podkomoří králové v Čechách. Zemřel jako poslední mužský příslušník větve Bezdružických.

## Původ a kariéra
Narodil se jako syn Jana Bezdružického z Kolovrat (1534–1604), který byl v letech 1577–1585 prezidentem rady nad apelacemi, a jeho 3. manželky Alžběty z Rožmitálu († po 1590), jejíž pradědeček byl přední velmož své doby Zdeněk Lev z Rožmitálu (před 1470–1535).
Stal se císařským komorníkem, císařským radou, hejtmanem Chrudimského kraje (1611–1612). Za svou účast ve stavovském povstání byl v roce 1623 souzen a potrestán, avšak to nebránilo tomu, aby v letech 1640–1642 z titulu podkomořího králové v Čechách spravoval příjmy věnných měst.
Byl pohřben ve Vídni.

## Majetek
Vilém Jindřich zdědil panství Bystré na Poličsku, ke kterému patřil zámek Bystré, městečko a 13 vesnic. V hospodaření se mu ovšem nedařilo. Z Bystrého byly také spravovány Čankovice s tvrzí, které Vilému Jindřichovi v roce 1625 postoupila královská komora a které byly dva roky předtím zkonfiskovány Petrovi Přibkovi z Otaslavic.

## Rodina
Před rokem 1612 se oženil s Janou z Hochhausenu († 1620, pohřbena v Praze), dcerou Václava z Hochhausenu a jeho manželky Anny z Krásného Dvora. Narodila se jim jedna dcera Anna Alžběta († 8. leden 1642, pohřbena v Bystrém), která se zasnoubila s hrabětem Thurnem, avšak zemřela před sňatkem.